# Kobe
- Commons
- Commons

Kōbe ou Cobe (神戸市 kōbe-shi) é uma cidade japonesa localizada na prefeitura de Hyōgo.
Em 2005 a cidade tinha uma população estimada em 1.521.164 habitantes e uma densidade demográfica de 2.759 hab./km². Forma com as cidades de Osaka e Quioto (e respectivas regiões metropolitanas) uma aglomeração urbana de 17,4 milhões de habitantes.
Recebeu o estatuto de cidade a 1 de Abril de 1889.
Kōbe é um importante centro econômico do país, e detém um dos maiores portos do Japão e do mundo, de onde saiu o primeiro navio com imigrantes para o Brasil. A cidade também é muito conhecida pelo seu próspero entorno urbano, cuja paisagem é realçada pelo Monte Rokko. Situa-se a aproximadamente três horas da capital japonesa, em um trajeto percorrido pelo "Trem-bala", o trem mais rápido do mundo.
Kōbe foi atingida por um terremoto de 7.2 graus na Escala Richter em 17 de janeiro de 1995, que ocasionou a destruição de muitas ruas, casas e edifícios.

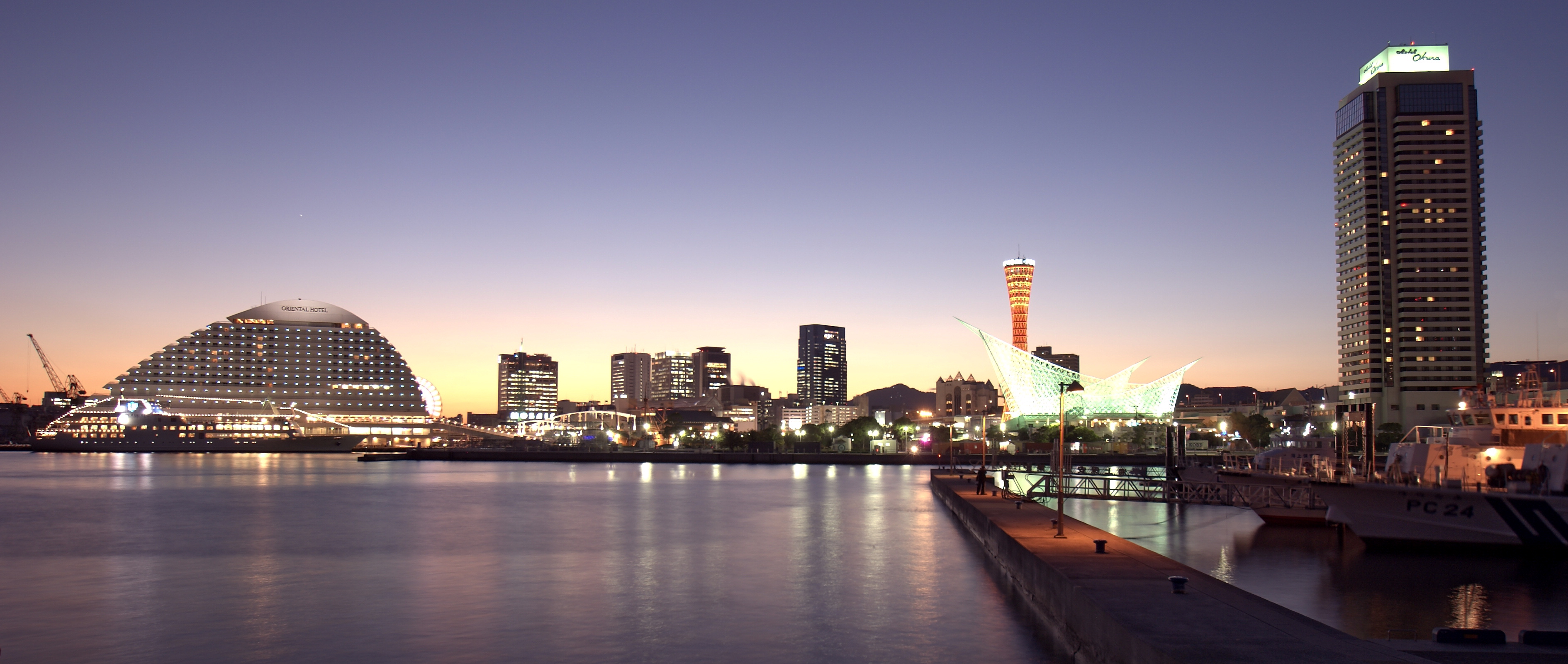
Kōbe Shiko

Às 5h46min da manhã do dia 17 de janeiro de 1995, o terremoto da Região Sul da província de Hyōgo, o primeiro grande terremoto a atingir diretamente uma área urbana japonesa, causou danos sem precedentes na região de Hanshin-Awaji, em cidades como Kōbe, Awaji e outras.
O abalo que durou apenas 20 segundos vitimou 6.500 pessoas, deixou 300 mil desaparecidos, 30.000 feridos e um grande saldo de destruição: 67 421 moradias, das quais 6 965 totalmente consumidas pelo fogo, principalmente em áreas onde se concentravam antigas casas de madeira, o que reduziu a elegante cidade portuária a meras pilhas de escombros e pedregulhos.
Além dos danos diretos, os moradores da cidade também sofreram um alto grau de danos indiretos, como um longo período de estadia nos abrigos temporários (máximo de 599 locais e 222 127 refugiados). A função educacional das escolas diminuiu devido ao horário reduzido das aulas e ao uso das instalações das escolas como local de refúgio e abrigo temporário.

## História
Em 1180, próximo do final do período Heian, o Imperador Antoku, Taira no Kiyomori e a corte Imperial moveram-se para Fukuhara, onde hoje se encontra a cidade de Kōbe. A capital permaneceu em Fukuhara por cerca de cinco meses.

## Esportes

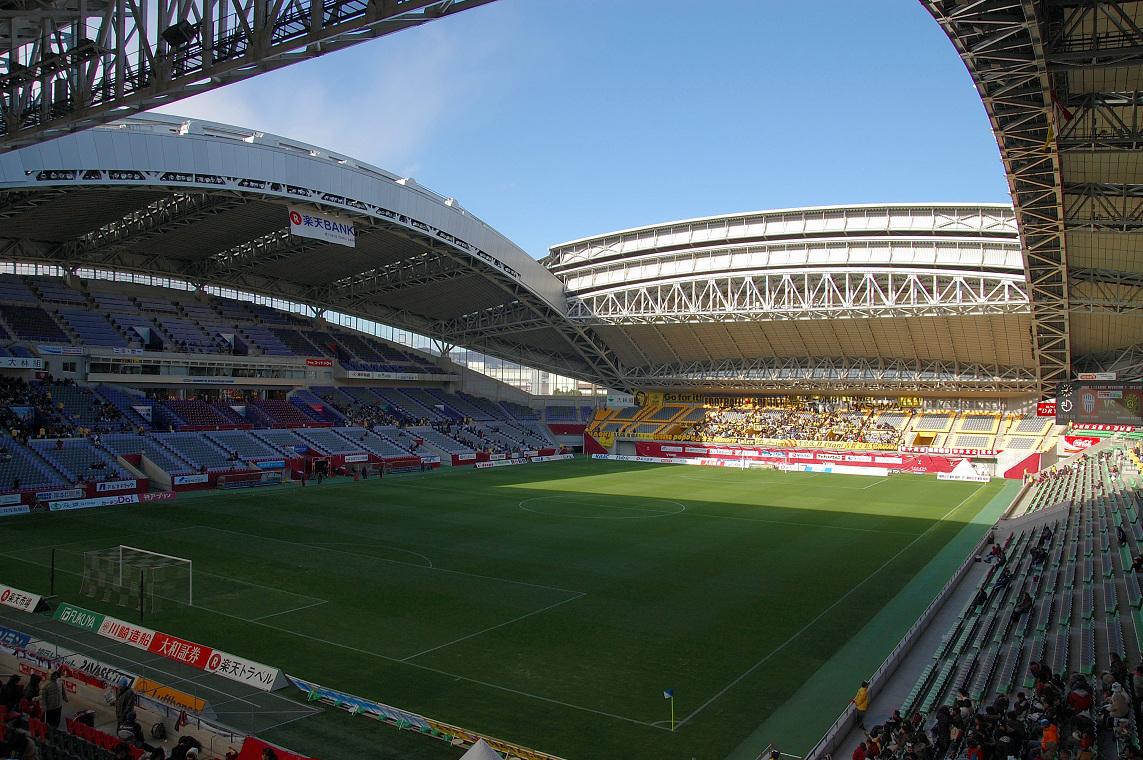
Noevir Stadium Kobe, casa do Vissel Kobe.

No futebol o Vissel Kobe representa a cidade, foi fundado em 1995, no beisebol o Orix Buffaloes costuma mandar alguns de seus jogos no Kobe Sports Park Baseball Stadium na cidade, no rugby tem o Kobelco Steelers, no voleibol o Hisamitsu Springs. A cidade também já foi sede do Campeonato Asiático de Basquetebol de 1991 e uma das sedes da Copa do Mundo FIFA de 2002.

## Cidades-irmãs
Kōbe é geminada com as seguintes cidades:
- Seattle, Estados Unidos (1957)
- Marselha, França (1961)
- Kanpur, Índia (2010)
- Rio de Janeiro, Brasil (1969)
- Riga, Letônia (1974)[6]
- Brisbane, Austrália (1985)
- Barcelona, Espanha (1993)[7]
- Faisalabad, Paquistão (2000)[8]
- Bam, Irã (2008)
- Pisco, Peru (2007)
- Haifa, Israel (2004)
- Joanesburgo, África do Sul (2007)
- Incheon, Coreia do Sul (2010)

### Portos-irmãs
O Porto de Kōbe faz cooperação com o porto das seguintes cidades:
- Roterdã, Países Baixos (1967)
- Seattle, Estados Unidos (1967)

### Cidades-parceiras
Além de 13 cidades-irmãs, Kōbe há 3 cidades parceiras:
- Tianjin, China (1973)
- Filadélfia, Estados Unidos (1986)
- Terni, Itália.

## Galeria

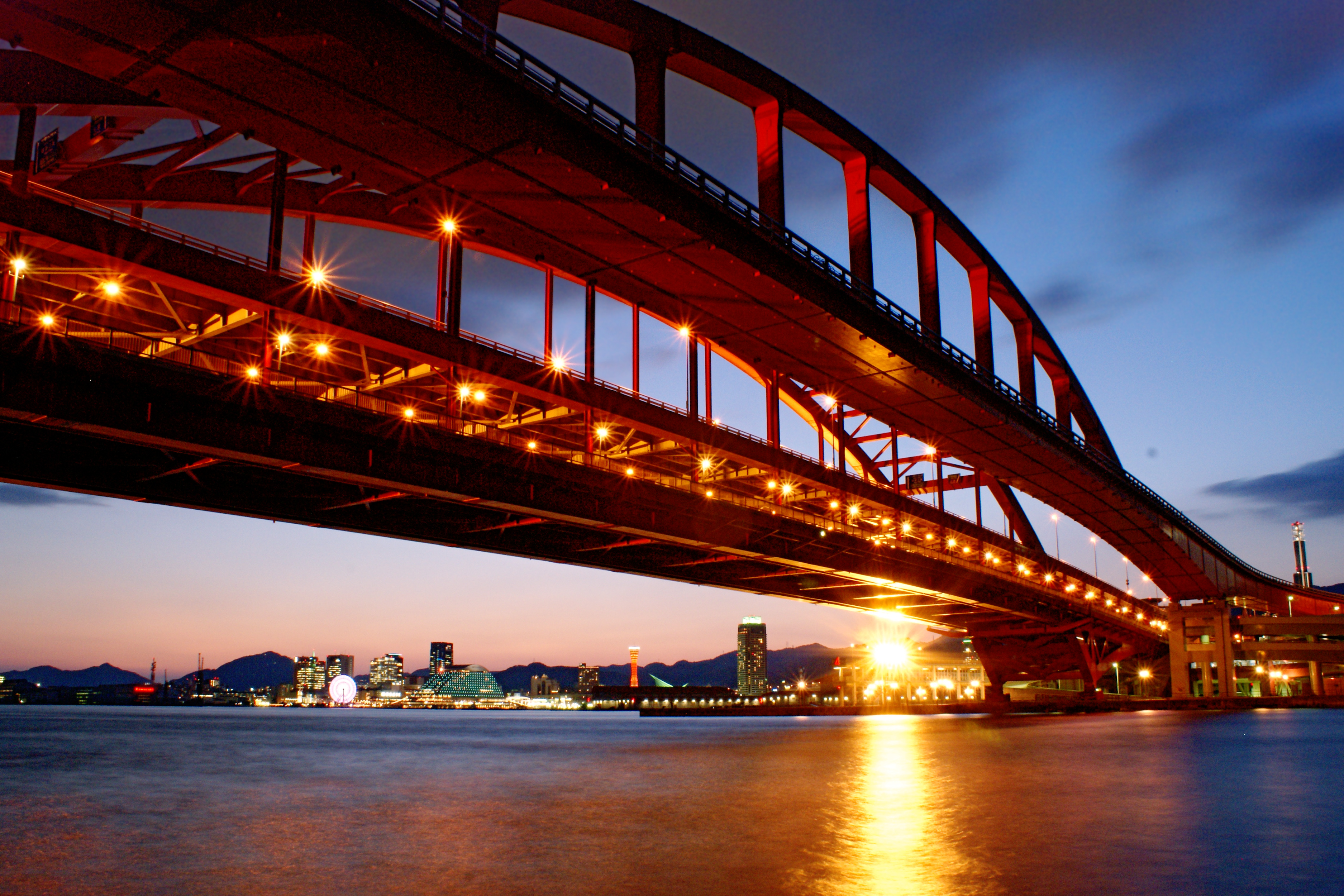
Kōbe-Ohashi
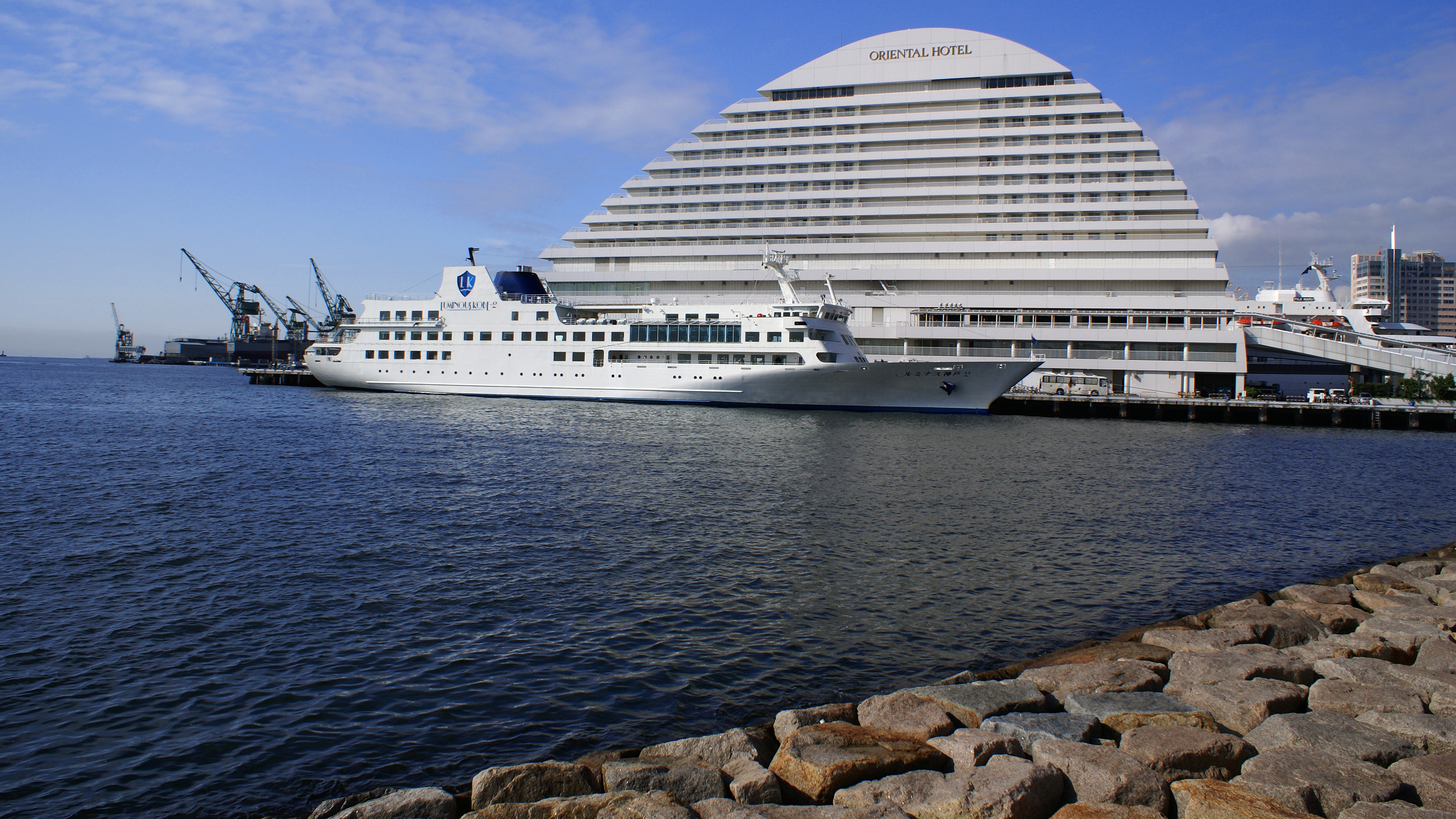
Meriken Park Oriental Hotel
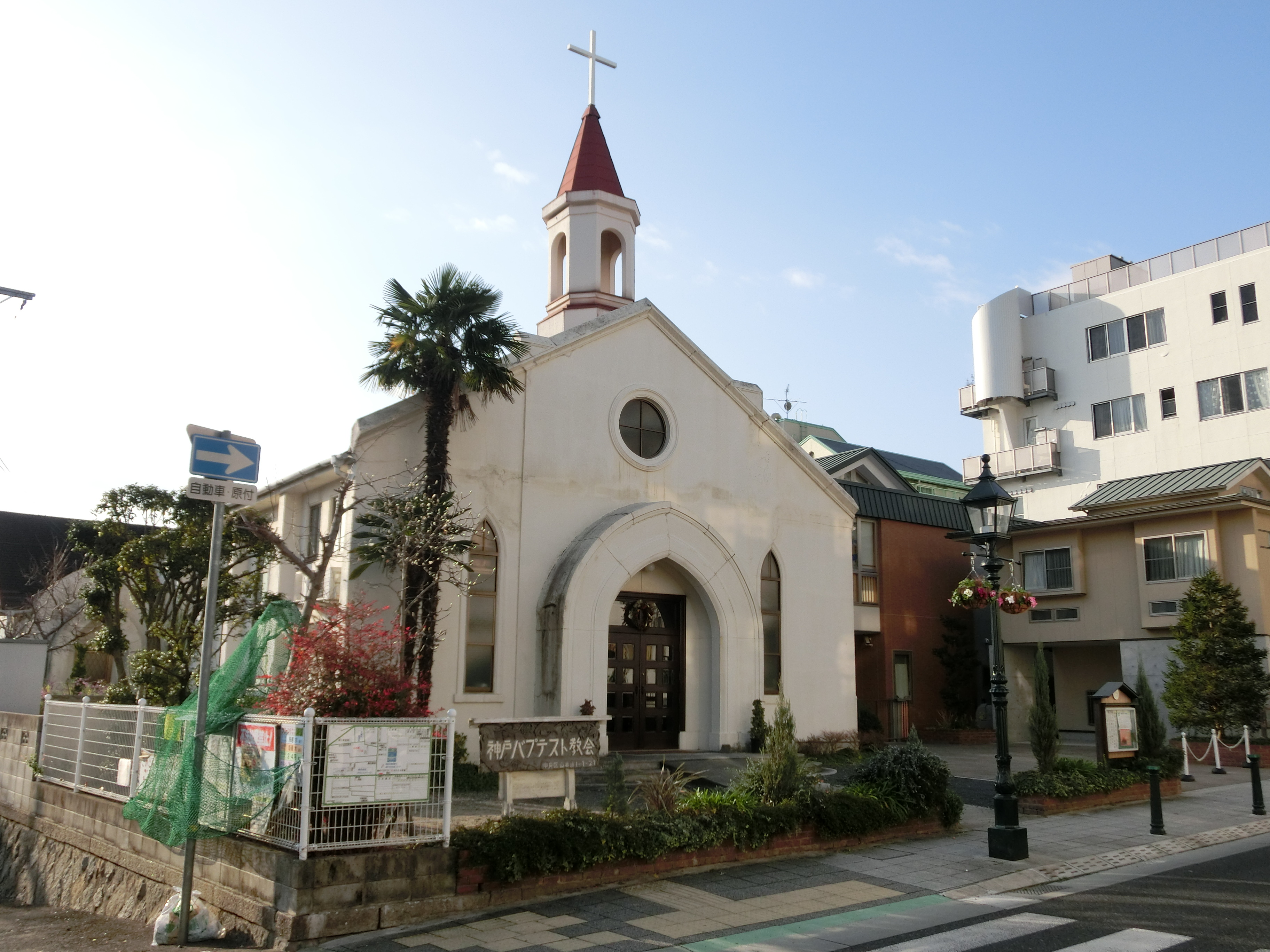
Igreja Batista
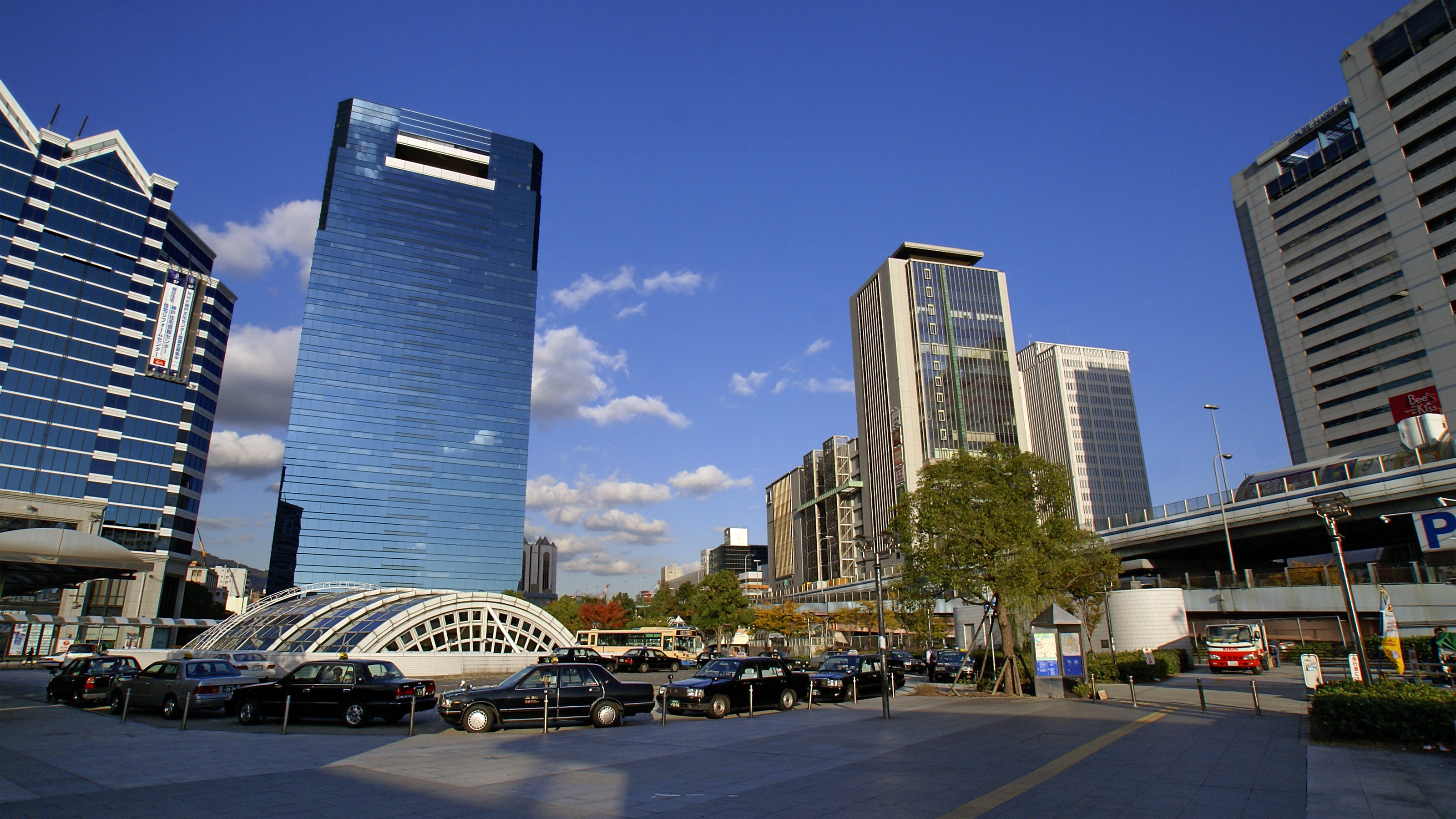
Harborland
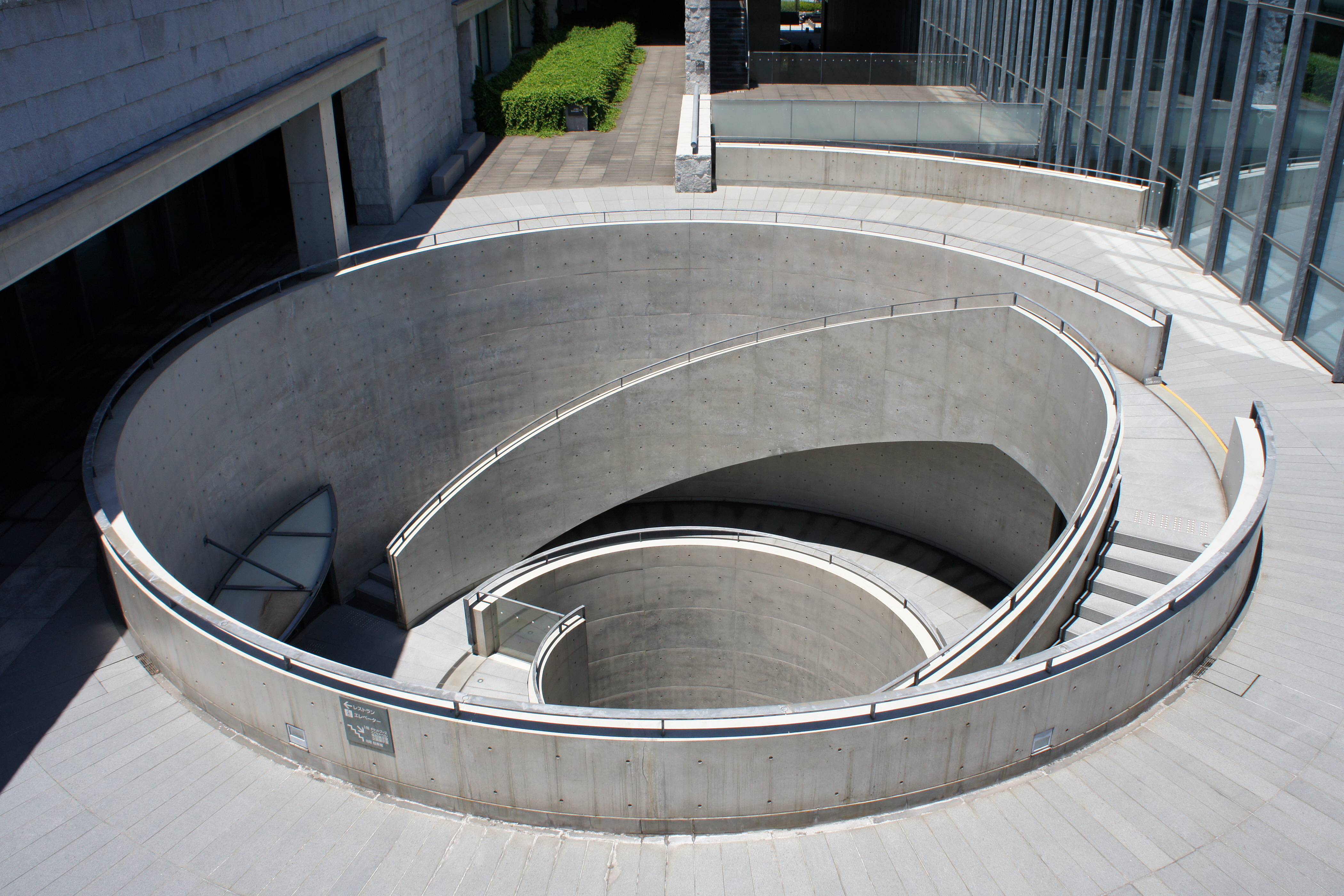
Hyogo Prefectural Museum of Art
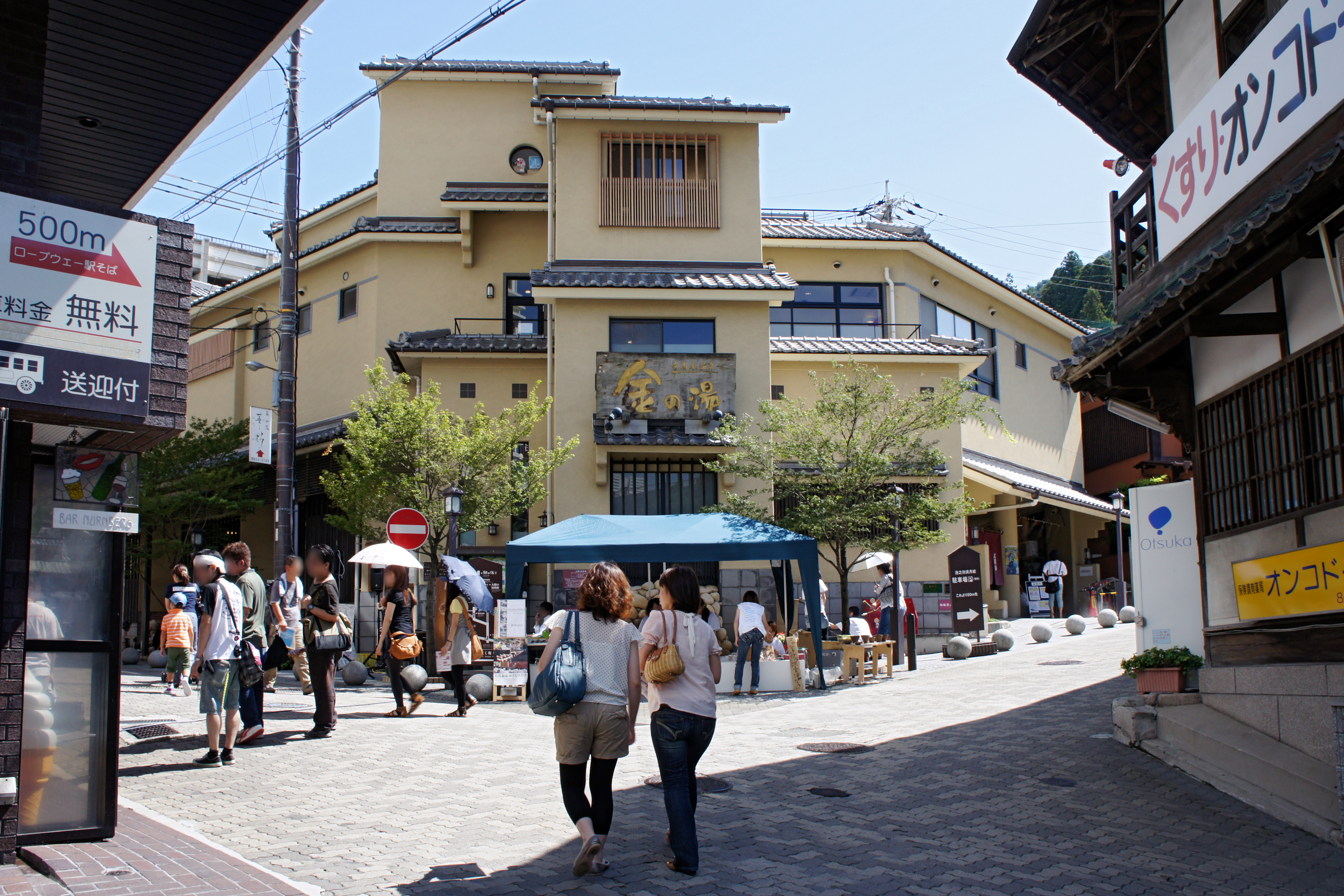
Arima-Onsen